# شواسدورف
شواسدورف (به آلمانی: Schwasdorf) یک شهر در آلمان است که در روشتوک واقع شده‌است. شواسدورف ۶۵۷ نفر جمعیت دارد.